# Amakusa 1637
Pour les articles homonymes, voir Amakusa (homonymie).
 (septembre 2008).
Si vous disposez d'ouvrages ou d'articles de référence ou si vous connaissez des sites web de qualité traitant du thème abordé ici, merci de compléter l'article en donnant les références utiles à sa vérifiabilité et en les liant à la section « Notes et références ».
Amakusa 1637 est un manga écrit par Michiyo Akaishi édité au Japon par Shogakukan et prépublié dans le magazine Flowers entre 2001 et 2006. La série comporte 12 volumes et est intégralement traduite en français aux éditions SEEBD, dans le label Akiko.

## Synopsis
Natsuki Hayumi, dont la famille a créé le Hakouhou Ryu, une école du kendō, est la présidente de la section primaire de son lycée. Un jour, un terrible tremblement de terre ravage la ville de Kobe, au Japon, où elle se trouvait avec le jeune Masaki Miyamoto, en train de s'entraîner au sabre. Masaki, risquant sa vie, sauve celle de Hayumi.

## Principaux personnages
- Les membres de la section primaire du lycée Saint François :
  - Natsuki Hayumi : présidente de la section primaire du lycée
  - Masaki Miyamoto : vice-président de la section primaire du lycée
  - Eri Kasugano : responsable du comité de discipline de la section primaire du lycée
  - Naozumi Yatsuka : vice-président de la section primaire du lycée
  - Seika Akishima : secrétaire de la section primaire du lycée
  - Eiji Horie : secrétaire de la section primaire du lycée

## Résumé de l'histoire
« À compter de 25 ans à partir de cette année, un beau jeune homme apparaîtra, maîtrisant un savoir inconnu. Il fera un signe au ciel. C'est alors que le ciel brûlera et rougira, les fleurs fleuriront et le peuple des fidèles se soulèvera. Ils recevront alors la bénédiction de Dieu. »
Telle est la prédiction du père Mamacos, en 1609. C'est alors que, 25 ans plus tard, arrive Natsuki Hayumi, venue de l'an 2000 à la suite du naufrage de son bateau. Elle est la dernière arrivée du groupe de la section primaire du lycée Saint-François.
L'histoire se concentre sur la rébellion de Shimabara et les personnages de Shirō Amakusa et Musashi Miyamoto.